# Piotr Kępiński

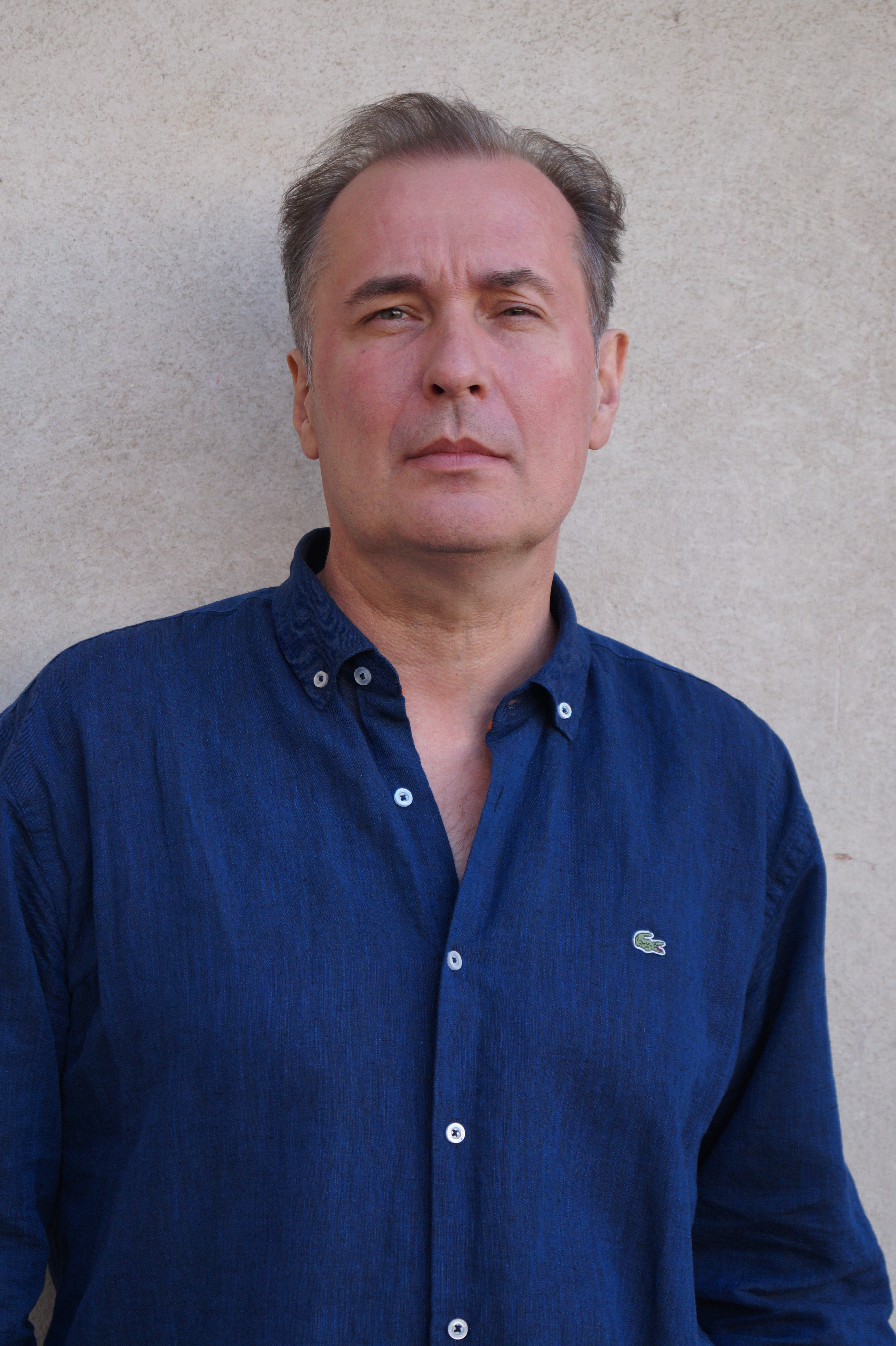
Piotr Kępiński (2015)

Piotr Kępiński (ur. 23 czerwca 1964 w Poznaniu) – polski poeta i krytyk literacki.

## Życiorys
Uczęszczał do poznańskiego IV LO. Następnie studiował filologię polską na Uniwersytecie im. Adama Mickiewicza w Poznaniu. W latach 1997–1999 był zastępcą redaktora naczelnego „Czasu Kultury” oraz redaktorem naczelnym „Megaronu”. W latach 2006–2008 kierował działem kultura w „Dzienniku”. Od 2008 do 2011 był szefem działu Kultura w polskiej edycji „Newsweeka”. W tym samym czasopiśmie przez pięć lat był zastępcą szefa działu zagranicznego. Publikował m.in. w „Rzeczpospolitej”, „Życiu”, „Tygodniku Powszechnym” oraz w „Twórczości”. Od 2007 roku do 2016 juror Literackiej Nagrody Europy Środkowej – Angelus. Od roku 2017 do 2019 w jury Wrocławskiej Nagrody Poetyckiej - Silesius.
Debiutował w roku 1989 tomem „Most przed źródłem" (Ruch Artystyczny). Mieszkał w Warszawie, w latach 2010–2015 w Wilnie, a obecnie w Rzymie. W latach 2012–2018 współpracował z „Nową Europą Wschodnią”. Recenzje, szkice i eseje ogłaszał także w miesięczniku „Twórczość" (w roku 2021 ukazywał się tam jego cykl felietonów pt. „Rzymskie strony") i w „Plusie Minusie", sobotnim wydaniu dziennika „Rzeczpospolita”.
W roku 2015 ukazała się jego książka, napisana wspólnie ze znanym litewskim pisarzem Herkusem Kunčiusem Rozmowa Litwina z Polakiem (wydawnictwo Kolegium Europy Wschodniej) do której przedmowę napisał Adam Michnik, zaś posłowie Leonidas Donskis. W 2016 roku Rozmowa... została przełożona na język litewski. Książka ukazała się w wydawnictwie Versus Aureus pod tytułem Lietuvio ir Lenko pokalbis, a jej pierwsza prezentacja miała miejsce na targach książki w Wilnie.
W 2017 roku w wydawnictwie Kolegium Europy Wschodniej ukazał się zbiór jego esejów o współczesnej kulturze litewskiej pt. Litewski spleen. Wśród bohaterów książki znaleźli się m.in. historyk Alfredas Bumblauskas, powieściopisarki: Kristina Sabaliauskaitė i Renata Šerelytė, pisarze: Sigitas Parulskis, Marius Ivaškevičius i Herkus Kunčius, filozof Leonidas Donskis, filmowiec Jonas Mekas oraz fotograficy: Vytautas Balčytis i Algirdas Šeškus. 
W tym samym roku Instytut Mikołowski opublikował jego tom poetycki Ludzkie nieludzkie. Według Krzysztofa Siwczyka: „Waga tych wierszy polega na ciągłym ruchu ku poetyckiej summie wrażeń ze świata pogranicza – tej jedynej krainy, która obywa się bez konstytucji, ideologii i polityki".
W roku 2020 o najnowszej książce Kępińskiego „Nieoczy" pisał Jakub Kornhauser: „Wiersze Kępińskiego, niczym najlepsze dzienniki czasów zarazy, punktują złudne cele, w tym chęć porozumienia z innymi i z sobą samym. Biorą się z obserwacji czynionej na opak: z zamkniętymi oczami, aby zbudzić do życia krajobrazy wewnętrzne, które, jak wiadomo, są bardziej realne od rzeczywistości. „Nieoczy" to świetna, gorzka i mocna książka – w sam raz dla tych, co próbują wyobrazić sobie jakiś lepszy świat, który prędko nie nadejdzie."
Kępiński od kilku lat publikuje książki o Włoszech. Ostatnio, w wydawnictwie Czarne, ukazały się „Szczury z via Veneto”, a także „W cieniu Gran Sasso. Historie z Abruzji” o których Francesco M. Cataluccio pisał: „Piotr Kępiński ma talent zakochanego podróżnika, wrażliwego na krajobraz, ludzi i ich historie. Ujrzymy dzięki niemu rzeczy pozornie marginalne, jak słodkie cukierki confetti, ale i te wręcz ikoniczne, jak trabocchi, stare maszyny rybackie zawieszone nad wodą, z długimi ramionami podtrzymującymi ogromne sieci. Obserwacje Kępińskiego urzekają, jak tylko urzekać mogą opowieści "barbarzyńcy w ogrodzie". Są nie tylko ciekawe, ale także niezwykle trafne. Długo można by się zastanawiać, co spaja tak przecież niejednorodną Abruzję. Według autora W cieniu Gran Sasso wszystkich Abruzyjczyków łączy muzyka, która jest zawieszona w powietrzu jak rybackie sieci, jak metafora życia i śmierci. Nic dodać, nic ująć”.
Jego żoną jest włoska dyplomatka Laura Ranalli.

## Twórczość
- poezja[2]
  - 1989 – Most przed źródłem (Ruch Artystyczny)
  - 1992 – Porcelana (Carmelitanum)
  - 1999 – Cudne historie (Zielona Sowa)
  - 1999 – Wszystko to więcej (Obserwator)
  - 2002 – Cień kości (Nowy Świat)
  - 2006 – Słona mgła (WBPiCAK)
  - 2010 – Na wynos! (WBPiCAK)
  - 2017 – Ludzkie nieludzkie (Instytut Mikołowski)
  - 2020 – Nieoczy (Instytut Mikołowski)
  - 2023 – Słownik obrazów obcych (Instytut Mikołowski)

- proza
  - 2024  – Śmierciorysy (Państwowy Instytut Wydawniczy)

- krytyka literacka / eseje
  - 2007 – Bez stempla. Opowieści o wierszach[2] (Biuro Literackie)
  - 2017 – Litewski spleen (Kolegium Europy Wschodniej)
  - 2019 – Po Rzymie. Szkice włoskie (Forma)
  - 2021 – Szczury z via Veneto (Wydawnictwo Czarne)
  - 2023 – W cieniu Gran Sasso. Historie z Abruzji (Wydawnictwo Czarne)
  - 2024 –  Rzym. Miasto nad miastami (Wielka Litera)
  - 2025 – Neapol słodki jak sól (Wydawnictwo Czarne)

- rozmowy
  - 1997 – Któż to opisze, któż to uciszy. Rozmowy z Wincentym Różańskim (wspólnie z Andrzejem Sikorskim) (Obserwator)
  - 1999 – Nie byłem Papkinem. Rozmowy z Jerzym Stasiukiem (wspólnie z Andrzejem Sikorskim) (Obserwator)
  - 2015 – Rozmowa Litwina z Polakiem (wspólnie z Herkusem Kunciusem) (Kolegium Europy Wschodniej)
  - 2016 – Lietuvio ir Lenko pokalbis (wspólnie z Herkusem Kunciusem) (Versus Aureus)

- antologie
  - 1992 – Między pustymi imionami (Stowarzyszenie Pisarzy Polskich, Poznań)
  - 1993 – 11 (Już Jest Jutro, Poznań)
  - 2001 – Mariusz Czyżewski, Roman Honet. Antologia nowej poezji polskiej 1990-1999 (Zielona Sowa)
  - 2006 – Poza słowa. Antologia wierszy 1976-2006”. Wstęp, wybór i redakcja Tadeusz Dąbrowski, posłowie Marian Stala (Słowo/ obraz terytoria, Gdańsk)
  - 2008 – Słynni i świetni. Antologia poetów Wielkopolski debiutujących w latach 1989-2007, red. Maciej Gierszewski, Szczepan Kopyt (WBPiCAK)
  - 2011 – Poznań Poetów, red. Piotr Śliwiński (WBPiCAK)
  - 2012 – Biserka Rajcic, Moj poljski pesnički XX vek (Treći Trg)
  - 2012 – Poesia a contragolpe (Prensas de la Universidad Zaragoza)
  - 2013 – Biserka Rajčić, Rečnik Mlade Poljske Poezije (Treći Trg)
  - 2018 – Zawrót głowy. Antologia polskich wierszy filmowych, redakcja Darek Foks (Narodowe Centrum Kultury Filmowej, Łódź)

- szkice w pracach zbiorowych, przedmowy, wywiady
  - 2003 – Wiatr bez końca (o poezji Mariusza Grzebalskiego), w: Była sobie krytyka... Wybór tekstów z lat dziewięćdziesiątych i pierwszych. W opracowaniu i ze wstępem Dariusza Nowackiego i Krzysztofa Uniłowskiego (Wydawnictwo Uniwersytetu Śląskiego, Katowice)
  - 2004  – Antyfabryka..., w: Gdzie wschodzi Gombrowicz i kędy zapada. Redakcja Jakub Mach, Aleksander Zbrzezny. (Ośrodek Badań Filozoficznych, Warszawa)
  - 2009 – Wspomnienie świata, w: Melchior Wańkowicz. Szczenięce lata, Ziele na kraterze, Ojciec i Córki – korespondencja (Prószyński i S-ka)
  - 2010 – Przecinki, miejsca i elegie Piotra Sommera, w: Wyrazy życia. Szkice o poezji Piotra Sommera. Pod redakcją Piotra Śliwińskiego (WBPiCAK, Poznań)
  - 2014 – Polityka wobec mniejszości narodowych na Litwie w stadium budowy państwa, w: Europa wobec wyzwań XXI wieku. Redakcja Alicja Bartuś (UM Oświęcim)
  - 2014  – Poezja nie ocali świata, w: Gdybym wiedział, rozmowy z Ryszardem Krynickim (Biuro Literackie, Wrocław)
  - 2016 – Kontynent ranny jak zawsze, w: Rzeczy do nazwania. Wokół Kornhausera. Redakcja Adrian Gleń, Jakub Kornhauser (WBPiCAK, Poznań)
  - 2021 – Brakujące półki księgarniane, w: Oblicza Europy Środkowej. Redakcja Zbigniew Rokita, Tomasz Stępniewski (Instytut Europy Środkowej, Lublin)
  - 2021 – Strona osiemdziesiąta siódma, w: Świat się wiecznie zaczyna. Antologia Juliana Przybosia. Pomysłodawczyni tomu, wybór i układ tekstów: Uta Przyboś. (WBPiCAK, Poznań)
  - 2022  – Pan Tadeusz jest operą, w: W środku jesteśmy baśnią. Mowy i rozmowy. Wiesław Myśliwski. Pod redakcją Jerzego Illga i Wojciecha Bonowicza (Znak, Kraków)
  - 2022  – Podróż do kresu, w: Aleksander Jurewicz. Wiersze prawie wszystkie. Wybór wierszy (1975-2002). Instytut Mikołowski im. Rafała Wojaczka

## Nagrody i wyróżnienia
- 1993 – Medal Młodej Sztuki
- 1997 – Poznański Przegląd Nowości Wydawniczych, wyróżnienie za książkę „Któż to opisze, któż to uciszy" (wspólnie z Andrzejem Sikorskim)
- 2022 – Nagroda Literacka im. Leopolda Staffa, w kategorii: esej, za książkę "Szczury z via Veneto"
- 2025 – Nagroda Magellana, wyróżnienie w kategorii Książka Podróżnicza (za książkę Rzym. Miasto nad miastami)